# Dallas Cowboys 1984
La stagione 1984 dei Dallas Cowboys è stata la 25ª della franchigia nella National Football League. La squadra terminò con un record di 9 vittorie e 7 sconfitte, mancando l'accesso ai playoff per la prima volta negli ultimi dieci anni. Un record nella division di 3-5 la fece scivolare all'ultimo posto nella division, malgrado l'avere lo stesso numero di vittorie di New York Giants e St. Louis Cardinals.

## Calendario

### Stagione regolare
| Turno | Data       | Avversario             | Ris.        | Stadio                 | Tabellino | Pubblico |
| ----- | ---------- | ---------------------- | ----------- | ---------------------- | --------- | -------- |
| 1     | 3/9/1984   | at Los Angeles Rams    | V 20–13     | Anaheim Stadium        |           | 65,403   |
| 2     | 9//1984    | at New York Giants     | S 7–28      | Giants Stadium         |           | 75,921   |
| 3     | 16/9/1984  | Philadelphia Eagles    | V 23–17     | Texas Stadium          |           | 64,521   |
| 4     | 23/9/1984  | Green Bay Packers      | V 20–6      | Texas Stadium          |           | 64,222   |
| 5     | 30/9/1984  | at Chicago Bears       | V 23–14     | Soldier Field          |           | 63,623   |
| 6     | 7/10/1984  | St. Louis Cardinals    | S 20–31     | Texas Stadium          |           | 61,438   |
| 7     | 14/10/1984 | at Washington Redskins | S 14–34     | RFK Stadium            |           | 55,431   |
| 8     | 21/10/1984 | New Orleans Saints     | V 30–27 dts | Texas Stadium          |           | 50,966   |
| 9     | 28/10/1984 | Indianapolis Colts     | V 22–3      | Texas Stadium          |           | 58,724   |
| 10    | 4/11/1984  | New York Giants        | S 7–19      | Texas Stadium          |           | 60,235   |
| 11    | 11/11/1984 | at St. Louis Cardinals | V 24–17     | Busch Memorial Stadium |           | 48,721   |
| 12    | 18/11/1984 | at Buffalo Bills       | S 3–14      | Rich Stadium           |           | 74,391   |
| 13    | 22/11/1984 | New England Patriots   | V 20–17     | Texas Stadium          |           | 55,341   |
| 14    | 2/12/1984  | at Philadelphia Eagles | V 26–10     | Veterans Stadium       |           | 66,322   |
| 15    | 9/12/1984  | Washington Redskins    | S 28–30     | Texas Stadium          |           | 64,286   |
| 16    | 17/12/1984 | at Miami Dolphins      | S 21–28     | Orange Bowl            |           | 74,139   |